# Cretotetracha grandis
Cretotetracha grandis (лат.) — ископаемый вид жуков-скакунов, единственный в роде Cretotetracha (триба Megacephalini) из семейства жужелицы (Carabidae). Меловой период (около 120 млн лет, Китай).

## Описание
Длина тела 18,2 мм, ширина 8,0 мм (соотношение 2,3:1). Длина головы (включая жвалы) 5,3 мм, ширина затылка 4,6 мм. Правая мандибула длиной  около 4,2 мм, левая мандибула длиной около 3,3 мм. Лабрум поперечный без срединного зубца, глаза крупные. Голова с глазами шире груди. Пронотум поперечный (длина 4,3 мм; ширина 8,0 мм). Проторакс заметно уже надкрылий. Передние углы пронотума более выступают вперед, чем передние края простернума. Длина надкрылий 12,4 мм. Брюшко равно по длине мезостернуму и метастурнуму вместе взятым. Длина брюшка 8,1 мм. Вершина брюшка округлая. Ноги длинные, задние голени немного длиннее чем бёдра задней пары ног. Отпечатки ископаемой находки жука были обнаружены в меловых отложениях Китая (Yixian Formation, нижний Аптский ярус, провинция Внутренняя Монголия). Этот вид стал второй мезозойской находкой группы Cicindelinae и самой древней. Ранее был найден ископаемый Oxycheilopsis cretacicus (подтриба Oxycheilina, Бразилия).